# Associazione Pallacanestro Udinese (femminile)
La sezione femminile della Associazione Pallacanestro Udinese è stata una società italiana di pallacanestro con sede a Udine.
Ha disputato nove campionati femminili, vincendo tre scudetti. Questi sono i roster delle formazioni che hanno vinto lo scudetto:
- 1959-1960: Baroni, Licia Bradamante, De Santis, Kalusevic, Nidia Pausich, Penso, Nicoletta Persi, Rattin, Trieb, Franca Vendrame, S. Vendrame.
- 1960-1961: Licia Bradamante, De Santis, Marisa Geroni, Lunazzi, Nidia Pausich, Penso, Nicoletta Persi, Rattin, Franca Vendrame, S. Vendrame.
- 1961-1962: Licia Bradamante, Cestari, De Santis, Marisa Geroni, Lunazzi, Nidia Pausich, Penso, Rigo, Franca Vendrame, S. Vendrame.

In seguito, la pallacanestro femminile a Udine è stata rappresentata dalla Libertas Sporting Club Udine.

## Cronistoria
| Cronistoria dell'Associazione Pallacanestro Udinese femminile |
| --- |
| - 1951-1952 · Fiamma, nel Girone A di Serie B. - 1952-1953 · 2ª nel Girone finale di Serie B, promossa in Serie A. - 1953-1954 · 5ª in Serie A. - 1954-1955 · 6ª in Serie A. - 1955-1956 · 7ª in Serie A. - 1956-1957 · 2ª in Serie A. - 1957-1958 · 2ª in Serie A. - 1958-1959 · 1ª in Serie A, Campione d'Italia (1º titolo). - 1959-1960 · 1ª in Serie A, Campione d'Italia (2º titolo). - 1960-1961 · 1ª nel Girone C di Serie A, 1ª nel Girone finale, Campione d'Italia (3º titolo). - 1961-1962 · 1ª nel Girone C di Serie A, 1ª nel Girone B di seconda fase, perde la finale per lo scudetto, non si iscrive al campionato seguente. |